# 王顯 (天順進士)
王顯（1429年—？），字必融，江西撫州府臨川縣人，明朝政治人物。進士出身。

## 生平
順天府鄉試第一百十五名。天順元年（1457年）丁丑科會試第二百二十八名，殿試登進士第二甲第五十九名。
曾祖父王思敬。祖父王汝為，曾任教授。父亲王常，曾任監察御史。